# Квіткоїд червоноволий
Квіткоїд червоноволий (Dicaeum ignipectus) — вид горобцеподібних птахів родини квіткоїдових (Dicaeidae).
Вид досить поширений у Гімалайському регіоні (в Індії, Непалі, Бутані, Бангладеші) та в Південно-Східній Азії (в Індонезії, Китаї, Лаосі, Таїланді, В'єтнамі, Тайвані, Малайзії та на Філіппінах). 
Його природними місцями проживання є субтропічні або тропічні вологі низовинні ліси і субтропічні або тропічні вологі гірські ліси. 
Тіло сягає завдовжки 7 см, вага 7-9 грам.